# King of the Wind (roman)
King of the Wind (trad. litt. : Le Roi du vent) est un roman de Marguerite Henry, publié en 1948.
Son œuvre fut récompensée en 1949 par la Médaille Newbery dans la catégorie « littérature enfantine américaine ». Le roman est inédit dans les pays francophones.
Un film homonyme a été réalisé en 1990.

## Résumé
Le roman raconte la vie d'un Godolphin Arabian, ancêtre des pur-sang arabes actuels. L'histoire commence avec la victoire de Man o'War sur Sir Barton lors d'une course hippique. Les fans de Man o'War s'attendent à le voir courir à l'hippodrome de Newmarket, mais son propriétaire décide de mettre fin prématurément à la carrière de son cheval. Quand on les questionne sur sa décision, ils racontent l'histoire du Godolphin Arabian.